# Jacques Delorge
Jacques Delorge, dit le « chevalier de Lorge » né en 1733 à Aix-en-Provence, mort après 1798 à Dunkerque, est un peintre de cour français.

## Biographie
Peintre de l'Académie de Marseille et de l'Académie de Paris, il est présenté en 1771 par le duc de Vauguyon au Dauphin, futur Louis XVI, rencontre dont Le Mercure de France rapporte ainsi : « M. de Lorges peintre de l’Académie de Marseille, Amateur honoraire a eu l’honneur d’être présenté à Mgr le Dauphin .. et vient de lui offrir un dessin allégorique sur son mariage… cet artiste joint au génie de la belle composition le brillant d’un coloris enchanteur ». Il devient alors « peintre du dauphin et de la dauphine » et reste au service de Louis XVI et Marie-Antoinette après leur accession au trône, exposant aux Tuileries le premier portrait de la nouvelle reine (La reine en Diane donnant des ordres à un retour de chasse).
En 1786, il est à Amiens où il offre d'y travailler. D'après Lucien Lemaire, il passe la plupart de l'année 1790 à peindre des portraits à Lille et à donner de leçons. Le 28 décembre 1790, il fonde l'Académie de dessin et de peinture de Bergues. En 1791, J. Delorge, peintre et directeur de l’école de dessin de Bergues, est chargé de rédiger les États et Notices des Monumens et Peinture, sculpture et gravure provenant du mobilier de l’abbaye de Saint-Winoc à Bergues. C'est dans cet inventaire qu'est mentionné pour la première fois le tableau Le Vielleur au chien de Georges de La Tour.
Il peint un tableau représentant la Bataille de Hondschoote dont il a été un témoin. Il le présente à la Convention nationale. Le tableau est gravé par Jean-Jacques Avril.
Le  20 brumaire an II, il s'oppose à Dunkerque à la destruction des portraits de Louis XIV peints par Charles Le Brun et Pierre Mignard.
L'Académie de dessin et de peinture de Bergues cesse ses cours en l'an IV. Delorge s'installe alors à Dunkerque. Deux salles de l'administration du port sont mises à sa disposition pour donner ses cours à partir de 1796.
On ignore le lieu et la date de son décès.

## Peintures

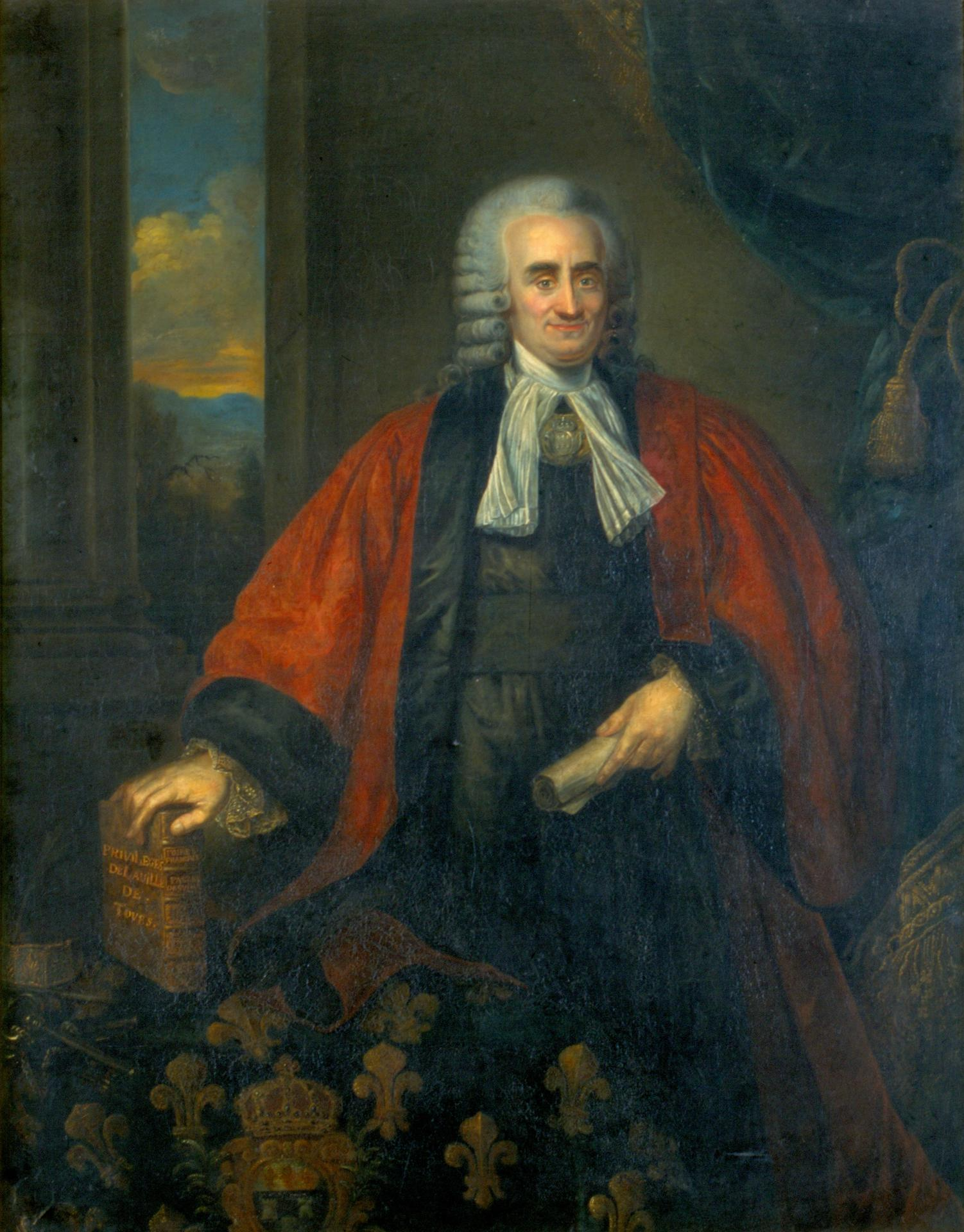
Portrait d'Étienne Benoist de La Grandière par le chevalier de Lorge, 1786 (musée des beaux-arts de Tours)

- La reine en Diane donnant des ordres à un retour de chasse
- Portrait de Marie-Antoinette d’Autriche, reine de France
- Portrait au pastel de la Comtesse d’Artois (1781)
- aquarelle gouachée (musée promenade de Marly-le-Roi )
- Portrait d’Étienne Benoist de La Grandière (1786) (musée des beaux-arts de Tours)[2]
- Le navire La comtesse du Barry (musée du Louvre, déposé au château de Versailles)[3]
- La bataille de Hondschoote (1793), gravé par Jean-Jacques Avril (1744-1831)[4]